# MITROPA

Signet der MITROPA von 1928 bis 1949, das in dieser Form von der westdeutschen DSG weitergenutzt wurde; Auch die gesamtdeutsche Mitropa verwendete ab 2002 wieder diese Form.

Die MITROPA – ursprünglich MITROPA Mitteleuropäische Schlafwagen- und Speisewagen-Aktien-Gesellschaft, erst ab 1994 offiziell MITROPA AG – war ein deutsches Unternehmen zum Betrieb von Schlafwagen und Speisewagen sowie zum Betrieb von Bahnhofsgaststätten und Autobahnraststätten. Die Kurzform bzw. Wortmarke MITROPA ist aus der ursprünglichen Firma MITteleuROPäische Schlafwagen- und Speisewagen-Aktien-Gesellschaft abgeleitet.
Gegründet wurde das Unternehmen 1916 während des Ersten Weltkriegs unter Beteiligung verschiedener Banken und Eisenbahngesellschaften der damaligen Mittelmächte. Es sollte die weitgehende Monopolstellung der französisch kontrollierten Compagnie Internationale des Wagons-Lits (CIWL) beim Betrieb von Schlaf- und Speisewagen sowie Luxuszügen brechen. Infolge des Versailler Vertrags erhielt die CIWL ihre Vorkriegsrechte zurück und die MITROPA musste sich abgesehen von wenigen Ausnahmen auf den Schlaf- und Speisewagenbetrieb im Deutschen Reich beschränken. In den 1920er-Jahren gingen die Unternehmensanteile fast vollständig auf die Deutsche Reichsbahn über.
Nach 1945 wurde die MITROPA zwischen Ost und West aufgeteilt. In der Bundesrepublik gründete die Deutsche Bundesbahn (DB) als Reichsbahn-Rechtsnachfolgerin die Deutsche Schlafwagen- und Speisewagengesellschaft (DSG). In der DDR führte die Deutsche Reichsbahn (DR) die MITROPA weiter. Sie erweiterte im Laufe der Jahre ihr Tätigkeitsfeld erheblich, unter anderem durch den Betrieb der Bahnhofsgaststätten und der Autobahnraststätten an den dortigen Autobahnen. Nach der deutschen Wiedervereinigung fusionierte die Deutsche Bahn AG, in der DB und DR aufgegangen waren, 1994 beide Unternehmen zur MITROPA AG. 2002 musste die MITROPA den Schlaf- und Speisewagenbetrieb in den Zügen der DB AG an die DB Fernverkehr abgeben. Im Jahr 2004 wurde die MITROPA verkauft. Seit dem Jahr 2006 firmiert der Rest der Gesellschaft als SSP Deutschland GmbH.

## Geschichte

### Geschichte bis 1945

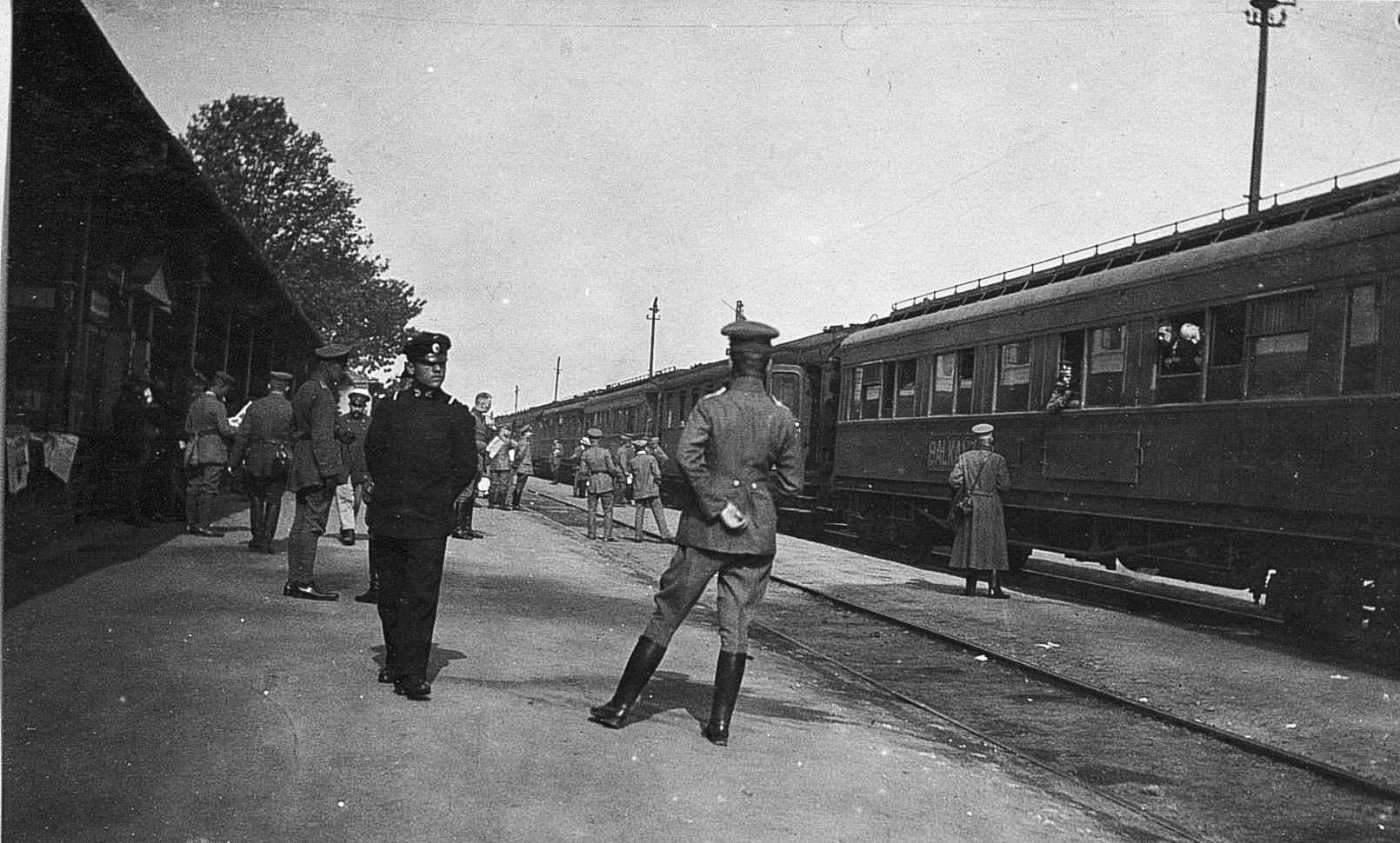
Der von der MITROPA bewirtschaftete Balkanzug 1918 im serbischen Niš

Namensaktie über 1000 RM der MITROPA vom März 1926

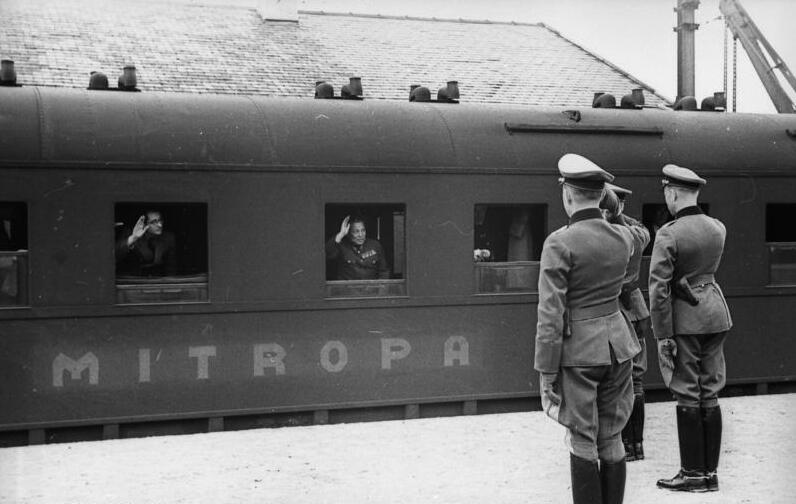
MITROPA-Wagen in Frankreich im Einsatz für die Wehrmacht während des Zweiten Weltkriegs

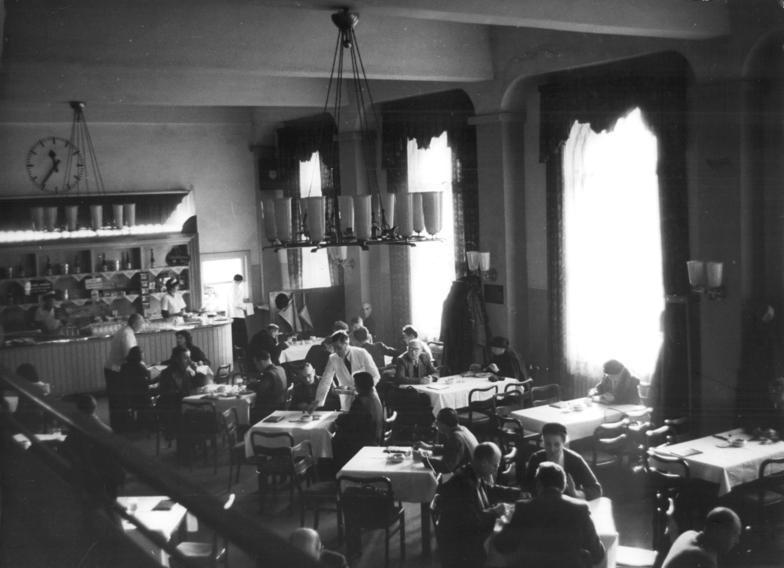
Mitropa-Gaststätte im Berliner Ostbahnhof (1956)

Die Gesellschaft wurde am 24. November 1916 als MITROPA Mitteleuropäische Schlafwagen- und Speisewagen-Aktien-Gesellschaft von den Bankmanagern Emil Georg von Stauß und Arthur von Gwinner aus der Taufe gehoben, die damit das Konzept eines von Deutschland beherrschten Wirtschaftsraums Mitteleuropa verfolgten. Ziel war es auch, die Dominanz der französisch-belgischen Compagnie Internationale des Wagons-Lits / Internationalen Schlafwagengesellschaft (CIWL/ISG) einzuschränken. Mitbegründer waren unter anderem die Eisenbahnverwaltungen aus Deutschland, Österreich und Ungarn. Mit der Aufnahme des Geschäftsbetriebs am 1. Januar 1917 erhielt die Gesellschaft das Monopol zum Betrieb von Speise- und Schlafwagen in Deutschland und Österreich-Ungarn bis zum 1. Oktober 1946. Anfang 1917 übernahm die MITROPA auch die Bewirtschaftung des Balkanzugs von Berlin nach Konstantinopel, der die Mittelmächte miteinander verband und den Orient-Express der CIWL ersetzen sollte. Die MITROPA übernahm vorhandene Wagen und Personal der ISG sowie schon bestehende deutsche Schlaf- und Speisewagengesellschaften. Parallel dazu behielten allerdings die einzelnen deutschen Länderbahnen ihre Schlafwagen, die letzten eigenständigen Kurse der nach dem Ersten Weltkrieg entstandenen Deutschen Reichsbahn gingen erst 1925 auf die MITROPA über.
Nach dem Ersten Weltkrieg musste sich die MITROPA aus den meisten von ihr bedienten Ländern außerhalb Deutschlands zurückziehen, ihr Geschäftsgebiet wurde durch Verträge mit der ISG weitgehend auf Deutschland beschränkt. Die Gesellschaft bot aber auch Kursläufe in die Niederlande und in die Schweiz sowie zu einzelnen Zielen in der Tschechoslowakei und Österreich an. Sie bewirtschaftete auch den FD Rheingold und übernahm den Speisewagenbetrieb auf der Rhätischen Bahn in der Schweiz. In der Zwischenkriegszeit übernahm die Gesellschaft auch weitere Geschäftsfelder. So wurden Restaurationsbetriebe auf den Schiffen der Ersten Donau-Dampfschifffahrts-Gesellschaft und den Fähren der Eisenbahnfährverbindung Sassnitz–Trelleborg betrieben. Auch die gastronomische Versorgung in den Flugzeugen der Lufthansa wurde von der MITROPA übernommen. Die MITROPA eiferte hier der französisch-belgischen Konkurrenz der CIWL nach, die ebenfalls erste Bewirtschaftungen von Linienflügen sowie Schiffsrestaurants auf der Donau und der Weichsel übernommen hatte.
Ab 1922 standen der MITROPA vier Salon-Schlafwagen sowie ein Salon-Speisewagen zur Verfügung. Sie kaufte diese Wagen nach der Auflösung des ehemaligen kaiserlichen Hofzugs und baute beide um. Äußerlich erhielten diese Wagen noch den grünen MITROPA-Anstrich und zusätzlich die Aufschriften als Salon-, Schlaf- oder Speisewagen. Eingesetzt wurden die Wagen damals im Luxuszug Berlin-London-Express zwischen Berlin und Hoek van Holland mit Anschluss an das Kanalschiff nach Harwich. Die Salonwagen der MITROPA wurden teilweise auch von hochrangigen Persönlichkeiten wie dem Reichspräsidenten Paul von Hindenburg benutzt. Dazu wurden die Salonwagen in planmäßig verkehrende Durchgangszüge (D) eingestellt. Im Jahr 1935 wurden diese Salonwagen abgestellt und verkauft.
Um 1923 erwarb die MITROPA eine von Carl Rumpel gegründete Weinkellerei in Traben-Trarbach an der Mittelmosel und konnte dadurch die drei Hausmarken MITROPA Kupfer, MITROPA Silber und MITROPA Gold anbieten. Auch nach 1945 wurden von der neu gegründeten DSG diese Sorten zuerst noch als MITROPA Hausmarke, später als DSG Hausmarke angeboten.
In den Speisewagen der MITROPA lag ab 1926 die MITROPA-Zeitung kostenlos zum Mitnehmen aus. Diese Zeitschrift hatte themenbezogene Ausgaben für die Standorte in Berlin, Frankfurt am Main, Köln und München. Die Zeitung sollte auf der Zugreise der Unterhaltung dienen. Informationen und kulturelle Hinweise zur jeweiligen Region wechselten sich inhaltlich mit Kurzgeschichten, Reisetipps, Werbung und Rätseln ab.
Die Wagen der MITROPA erhielten ab 1927/1928 erstmals den bordeauxroten Anstrich sowie das typische MITROPA-Signet. Dieses Signet und die typische Schriftart entwickelte der Gebrauchsgrafiker Karl Schulpig. Das Unternehmen betrieb in Gotha ein eigenes MITROPA-Ausbesserungswerk für Schienenfahrzeuge. Ein Sponsoring des Mitropapokals, des ersten großen internationalen Fußballwettbewerbs für Vereinsmannschaften, fand dagegen nicht statt, der Name des Pokals basiert lediglich auf der gleichen Verkürzung des Begriffs mitteleuropäisch.
Im Jahr 1928 übernahm die MITROPA die Siesta GmbH, die sich einen Namen mit dem Vermieten der damals sehr bekannten Siesta-Kissen an die Reisenden gemacht hatte. Danach wurden die Kissen unter dem Namen MITROPA-Reisekissen weiter vermietet. Ab 1931 führte die MITROPA nach Übernahme der Zugetelephonie AG den Zugtelefondienst weiter, den die Reichsbahn 1926 auf der Bahnstrecke Berlin–Hamburg eingerichtet hatte.
Mit Beginn des Zweiten Weltkriegs musste die MITROPA ihre Geschäfte zunächst erheblich einschränken. Mahlzeiten wurden nur noch gegen Lebensmittelmarken ausgegeben. Ein Teil der bewirtschafteten Speise- und Schlafwagen wurde sofort abgestellt und für militärische Zwecke verwendet, z. B. für Befehlszüge der Wehrmacht. Nach der Besetzung weiter Teile Mitteleuropas durch die Wehrmacht übernahm die MITROPA andererseits frühere Kurse der CIWL, MITROPA-Schlafwagen kamen so bis Bordeaux oder Sofia. Diese Ausdehnung war aber letztlich nur vorübergehend. Die verbliebenen Speisewagendienste wurden im Juni 1942 auf Betreiben von Albert Ganzenmüller, dem Staatssekretär im Reichsverkehrsministerium, eingestellt, der Betrieb der Schlafwagen streng reglementiert. Die letzten Schlafwagenkurse wurden 1944 eingestellt. Andererseits übernahm die MITROPA weitere stationäre Dienste, vor allem an Bahnhöfen. So wurde während der deutschen Besetzung Polens im Warschauer Hauptbahnhof ein MITROPA-Restaurant Nur für Deutsche eröffnet. Mit Kriegsende wurden alle Dienstleistungen eingestellt.
Wilhelm Kleinmann war seit 26. Mai 1942 der letzte Direktor der MITROPA. Kleinmann – seit 1. Oktober 1931 Mitglied der NSDAP – entwickelte schon bei der Deutschen Reichsbahn, deren stellvertretender Generaldirektor er seit 1933 war, eine emsige Tätigkeit mit dem Ziel der „Säuberung“ der Reichsbahn von Juden und Sozialdemokraten, und der Besetzung wichtiger Positionen mit zuverlässigen Nationalsozialisten. Nach Kritik von Joseph Goebbels, Adolf Hitler und Albert Speer an Kleinmann – vor allem wegen der unzureichenden Leistungen der Reichsbahn während des Zweiten Weltkriegs in der Sowjetunion – wurde dieser 1942 zur MITROPA abgeschoben. Kleinmann verschwand in den Wirren des Einmarschs der Roten Armee in Berlin, vermutet wird, dass er in einem Internierungslager in Posen ums Leben kam.

### Entwicklung nach dem Zweiten Weltkrieg

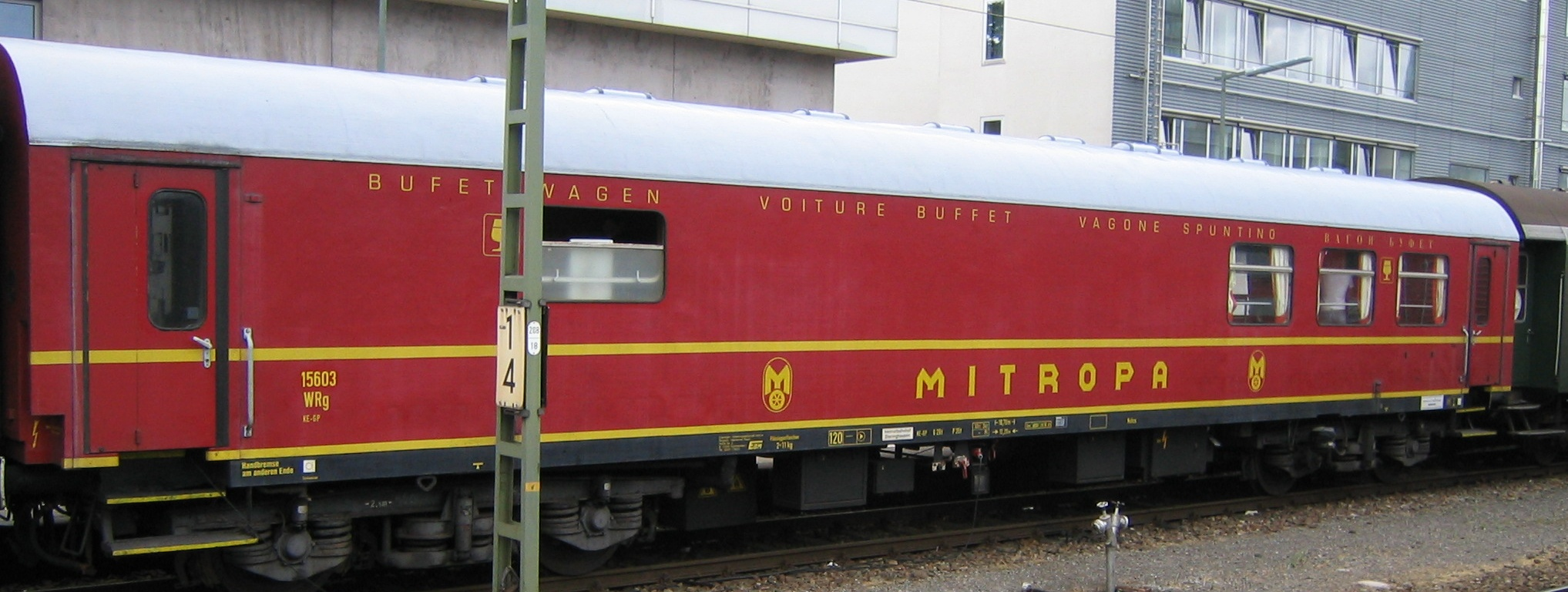
MITROPA-Buffetwagen

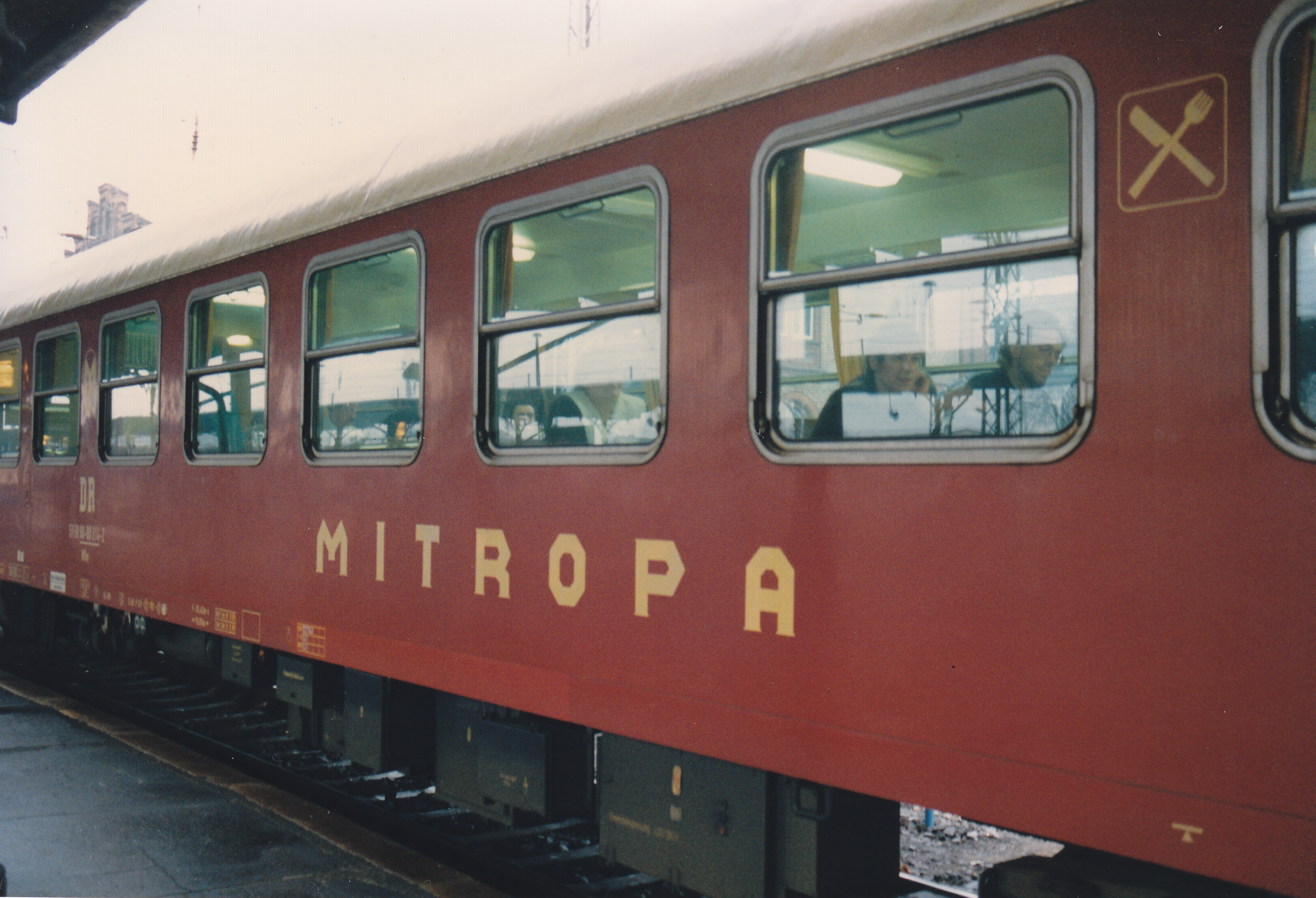
Speisewagen der MITROPA auf der Fahrt nach Berlin

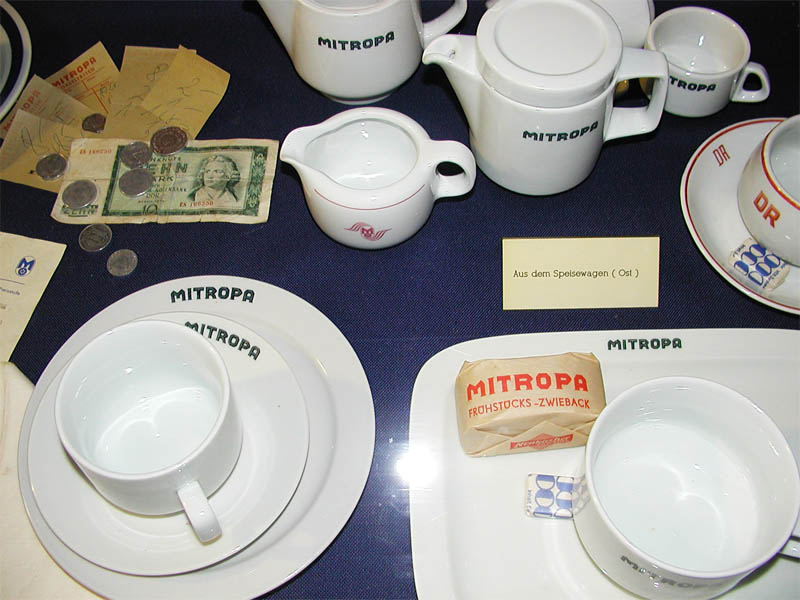
MITROPA-Geschirr der Nachkriegszeit

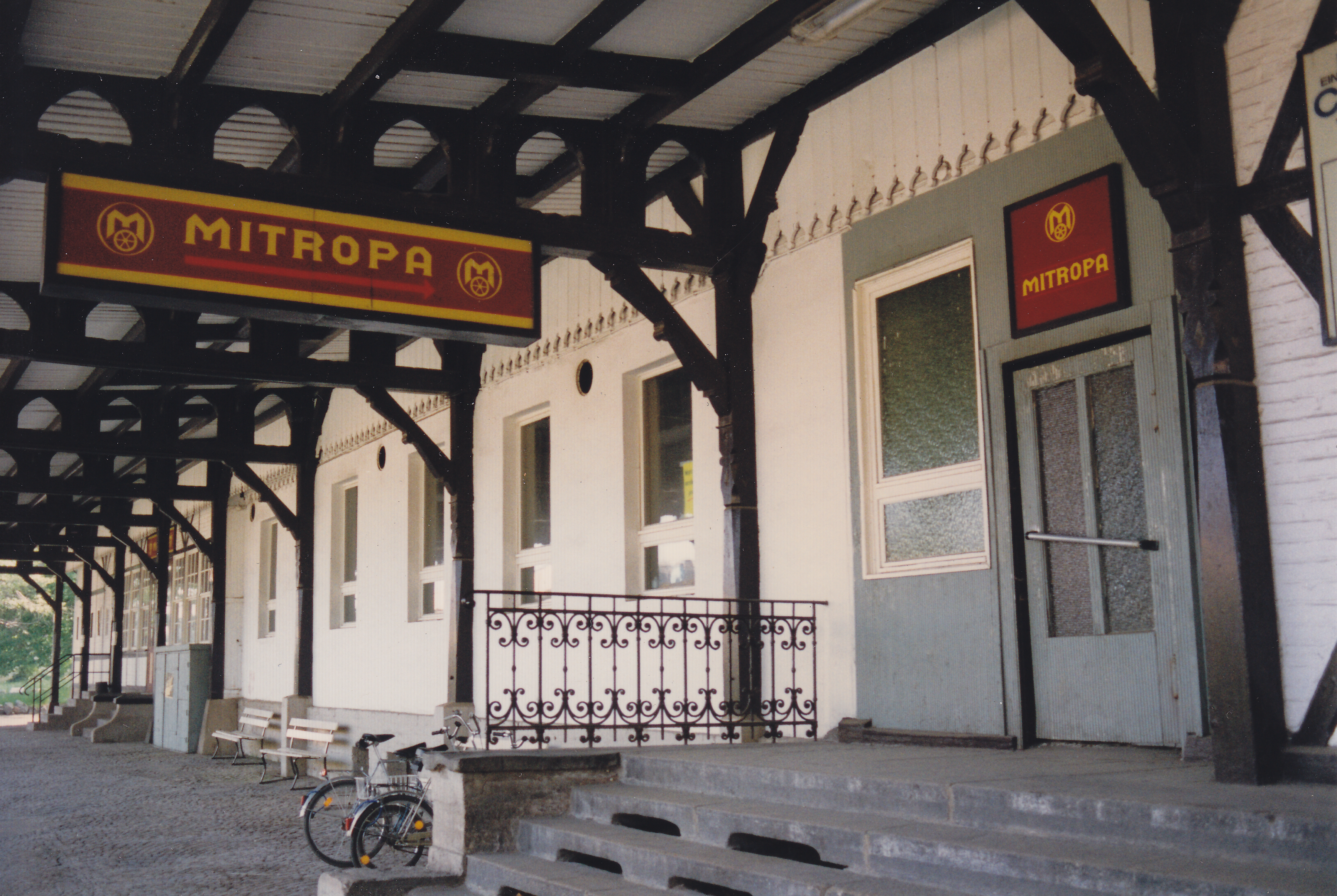
Bahnhofsgaststätte der MITROPA in Thale

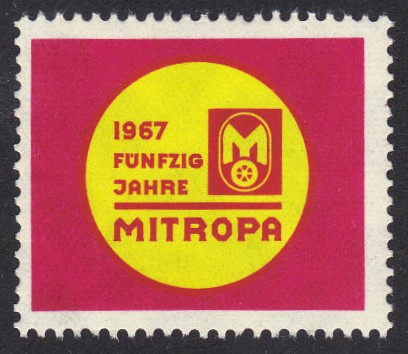
Werbemarke „Fünfzig Jahre MITROPA“ von 1967

Infolge des Zweiten Weltkriegs und der folgenden Teilung Deutschlands wurde auch die MITROPA geteilt. Bereits im April 1945 hatte die Direktion der MITROPA Berlin mit einem Ausweichzug in Richtung Westen nach Bad Segeberg verlassen. Die in Berlin verbliebenen Mitarbeiter meldeten die MITROPA am 23. Mai 1945 bei den zuständigen Behörden wieder als Aktiengesellschaft mit Sitz in Berlin, Universitätsstraße 2–3a, an. Die erste Inventur nach dem Krieg ergab, dass auf dem Gebiet der sowjetischen Besatzungszone von 45 vorhandenen Speisewagen nur sechs und von 48 vorhandenen Schlafwagen nur fünf einsatzbereit waren. Zunächst liefen diese Wagen nur in den Zügen der vier Besatzungsmächte. Durch den Abzug von weiteren Speise- und Schlafwagen in die westlichen Besatzungszonen erlitt der Wagenpark noch zusätzlich Verluste.
Die MITROPA begann in den später wieder verkehrenden Fernschnellzügen (FD) Berlin–Leipzig, Dresden–Rostock, Berlin–Erfurt und Berlin–Stralsund mit einer eher bescheidenen Bewirtschaftung. Es wurde zunächst im Zug, in Behelfsküchenabteilen, eine Suppe gegen Lebensmittelmarken serviert. In Berlin kochte man für Kinder im Rahmen der Schulspeisung ein Mittagessen. Schrittweise wurden im Krieg beschädigte Bahnhofswirtschaften instand gesetzt und wiedereröffnet. Am 1. Oktober 1945 eröffnete die MITROPA das erste Hotel nach dem Krieg. Ein ehemaliger Hochbunker in Berlin-Lankwitz bot bis zu 240 Personen eine Übernachtungsmöglichkeit. Ein MITROPA-Schlafwagen-Hotel stand ab 1950 in Berlin am Stettiner Bahnhof mit 42 Schlafabteilen zur Verfügung. Auch in Leipzig gab es damals eine solche Übernachtungsmöglichkeit.
In den Westzonen bildeten sich nach 1945 zwei MITROPA-Betriebe. In der US-amerikanischen und in der französischen Zone entstand die Direktion West in Frankfurt am Main, und für die britische Zone wurde die Generaldirektion der DR in Bielefeld beauftragt. Diese wiederum übergab den Schlaf- und Speisewagenbetrieb als Reichsbahn Schlafwagen und Speisewagen Betrieb nach Hamburg-Altona. In der weiteren Entwicklung ging daraus am 1. April 1950 die Deutsche Schlafwagen- und Speisewagengesellschaft (DSG) hervor, die Schlaf- und Speisewagen der Deutschen Bundesbahn in der Bundesrepublik Deutschland bewirtschaftete. 1954 wurde in einer Vereinbarung der Interzonenverkehr zwischen der DB, der DR, der MITROPA und der DSG geregelt.
Die Kooperation von DSG und MITROPA im Eisenbahnverkehr funktionierte den Umständen entsprechend gut. Die MITROPA in der DDR nutzte das an einen Reichsadler erinnernde Zeichen nun abgewandelt: Der Adlerkopf über dem „M“ entfiel, das vormals vierspeichige, in der Verbindung mit dem Adler an ein Hakenkreuz erinnernde Rad erhielt zwei weitere Speichen. Die neu gegründete DSG in der Bundesrepublik Deutschland benutzte bis ca. 1974 ebenfalls das MITROPA-Zeichen. Es wurde jedoch ohne Abwandlungen in der ursprünglichen Form verwendet. Das Zeichen war damals zusätzlich neben der Abkürzung „DSG“ an den Schlaf- und Speisewagen der DSG sowie auf deren Speisekarten und auf diversen Getränkeetiketten angebracht. Das Angebot an Speisen und Getränken war in der Zeit nach 1955 äußerst umfangreich, wie ein Beispiel von 1957 belegt.
Die MITROPA AG blieb in Ost-Berlin (Anschrift: 108 Berlin, Universitätsstraße 2–3a) eine der wenigen Aktiengesellschaften, die die DDR überleben sollten. Von 1960 bis 1990 stand an der Spitze der MITROPA ein Generaldirektor. Zugeordnet waren vier Direktorate mit jeweils einem Direktor. Der Hauptbuchhalter war dabei dem Generaldirektor direkt unterstellt. Der Vorstand der MITROPA setzte sich aus dem Generaldirektor, den vier Direktoren und dem Hauptbuchhalter zusammen. Auch in der DDR war das entscheidende Gremium der MITROPA der Aufsichtsrat. Seine Mitglieder setzten sich aus Generaldirektoren und leitenden Angestellten des Verkehrswesens zusammen.
In der DDR bewirtschaftete die MITROPA nicht nur Speise-, Buffet- und Schlafwagen, sondern eine Vielzahl von gastronomischen Einrichtungen vor allem in den größeren Bahnhöfen. Außerdem gab es auf vielen Bahnhöfen MITROPA-Frisörsalons, und zeitweise war die MITROPA auch für die Intershop-Läden verantwortlich. Ab 1954 übernahm sie die gastronomische Versorgung auf den Schiffen der Weißen Flotte in Berlin, der Sächsischen Dampfschiffahrt in Dresden und auf den Eisenbahnfähren auf der Ostsee. Zum 1. Januar 1961 wurden der Gesellschaft auch die Autobahnraststätten übertragen.
Ab den 1960er Jahren verkehrte bis 1989 der Touristenexpress, kurz Tourex, als fahrendes Hotel auf der Strecke Dresden–Warna. Der Ferienzug war jährlich von Mai bis Oktober im Einsatz. Der TOUREX umfasste bis zu 17 Wagen und hatte dabei eine Bettenbelegung von maximal 360 Personen. Betreut wurden die Reisenden auf der Fahrt nach Bulgarien von 28 Mitarbeitern der MITROPA.
Im Jahr 1971 eröffnete die MITROPA in Usadel bei Neubrandenburg an der Fernverkehrsstraße 96 ihr erstes Motel. Die Gesellschaft betrieb ebenfalls ein Hotel in Meißen, das Flughafen-Hotel beim Flughafen Berlin-Schönefeld, ein Hotel am Hermsdorfer Kreuz und das 1969 eröffnete Rügen-Hotel in Sassnitz.
Ein wichtiger Werbeträger war ab 1972 das vom VEB Colditzer Porzellanwerk hergestellte Geschirr „Rationell“. Speisewagen, Bahnhofsrestaurants und -bistros waren damit ausgestattet. Die MITROPA war Mitglied der Europäischen Reisezugfahrplankonferenz, sie schloss mit einer Reihe von Unternehmen, Bahnverwaltungen und Reisebüros Vereinbarungen über den Lauf von Speise- und Schlafwagen sowie deren gegenseitige Versorgung, die Bewirtschaftung von Triebwagen und den Verkauf von Bettkarten ab. Neben der Vereinbarung mit der DB/DSG gab es solche mit Schweden, Dänemark, Norwegen, Finnland, Bulgarien, Rumänien, Ungarn, Jugoslawien, Österreich, der ČSSR und Polen.

### MITROPA in der Schweiz

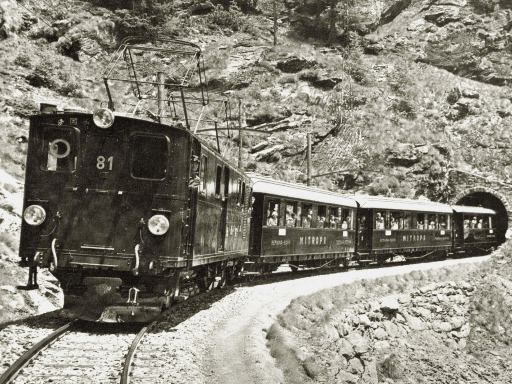
Zug mit MITROPA-Speisewagen auf der Rhätischen Bahn in der Schweiz (1928)

Bereits 1925 fuhren Schlafwagen der MITROPA nach Bern, Chur, Interlaken, Lugano und Zürich. Speisewagen liefen in den Zügen nach dem Bahnhof Arth-Goldau und Zürich. Im Oktober 1926 wurde ein Vertrag über den Betrieb von Schlaf- und Speisewagen zwischen den SBB und der MITROPA abgeschlossen. Außerdem gab es 1926 einen Vertrag über einen Schlafwagenkurs nach Interlaken mit der Bern-Lötschberg-Simplon-Bahn. Die SBB setzte zwischen Basel und Chur auch geschlossene MITROPA-Schlafwagenzüge ein. Im Jahr 1928 folgten Verträge mit der Berninabahn und Rhätischen Bahn (RhB) über einen Speisewagenbetrieb. Die MITROPA war damit auch auf den Schmalspurbahnen der Schweiz präsent. Auch die Bahnhofswirtschaft Alp Grüm wurde von 1928 bis 1949 mit Restaurant und Buffet von der MITROPA bewirtschaftet. Das Bahnhofsgebäude Alp Grüm befindet sich auf einer Höhe von 2091 m ü. M. und war der höchstgelegene Wirtschaftsstandort, den die MITROPA damals betrieb. Diese Tätigkeit der MITROPA endete am 30. Juni 1949 mit der Beschlagnahmung und Liquidation deutscher Vermögenswerte und -gegenstände durch die Regierung der Schweiz.
Am 5. Juni 1996 wurde die MITROPA Mitteleuropäische Schlafwagen- und Speisewagen Aktiengesellschaft, Berlin, Zweigniederlassung Basel, Schweiz gegründet. Sie sollte „Service in Tageszügen, im Schlafwagen- und Liegewagenverkehr, auf Fährschiffen, in stationären Servicebetrieben der Personenbahnhöfe, in Hotels, in Raststätten an Autobahnen und Straßen, auf Flughäfen“ erbringen. Das Geschäft der Buffet Suisse SA (früher Minibuffet AG), heute in Liquidation, wurde ab 1. März 1997 übernommen. Am 21. August 1997 wurde die MITROPA Suisse SA mit Sitz in Bern (seit 13. Januar 2003 als DB Reise&Touristik Suisse SA) gegründet. Sie übernahm die Leistungen der Zweigniederlassung, die am 9. Dezember 2005 aus dem Handelsregister gelöscht wurde. 2002 wurde diese Leistung von der Passaggio Rail AG übernommen, heute elvetino AG und eine 100 %-Tochter der SBB.

### MITROPA nach der Wiedervereinigung Deutschlands
Nach der Wiedervereinigung Deutschlands existierten Deutsche Bundesbahn und Deutsche Reichsbahn sowie deren Schienengastronomie-Tochtergesellschaften bis 1994 nebeneinander. Im September 1991 waren rund 100.000 MITROPA-Mitarbeiter im Reisedienst beschäftigt. Dabei bewirtschaftete der MITROPA-Fahrbetrieb 81 Schlafwagen, 109 Liegewagen, 82 Speisewagen und 42 Buffetwagen mit ca. 700 Köchen, Kellnern und Schlafwagenschaffnern. Außerdem betrieb in dieser Zeit die MITROPA 264 Bahnhofsgaststätten, sechs Hotels und 28 Autobahnraststätten. Es gab zehn Flughafen-Restaurants sowie 82 Restaurants auf Fahrgastschiffen und drei Fährschiffen. Darüber hinaus führte sie 13 Frisörsalons, drei Wäschereien und mehr als 270 Kioske, Verkaufsstellen und Kaufhallen. 1994 wurden die beiden Bahnunternehmen zur Deutsche Bahn AG fusioniert, ebenso MITROPA und DSG zur MITROPA AG.
Die neue MITROPA AG hatte vier Geschäftsbereiche: Service im Zug, Gastronomie und Handel an Bahnhöfen, Service an der Straße und Schiffscatering. Der Bereich Schiffscatering wurde 1999/2000 an Scandlines abgegeben. Das Tagesgeschäft (hauptsächlich die Bewirtschaftung von Speisewagen) aus dem Bereich Service im Zug sowie die dazugehörige Logistik (Fahrzeugwartung, Lebensmittellager und -belieferungen) wurden im Juli 2002 in die damalige DB Reise & Touristik AG (seit November 2003 DB Fernverkehr) integriert. Das Nachtgeschäft (hauptsächlich die Bewirtschaftung von Schlaf- und Liegewagen) wurde in die 2002 neu gegründete, im Konzernbesitz befindliche DB European Railservice integriert. Damit entfiel unter der Leitung von Hartmut Mehdorn der traditionsreiche Name für die Bordgastronomie der Züge der Deutschen Bahn. Seither sind die Restaurantkräfte nur schwer von Zugbegleitern und Zugführern unterscheidbar.
Anfang 2004 kündigte die Deutsche Bahn AG an, die MITROPA zu verkaufen, die zu diesem Zeitpunkt 1950 Mitarbeiter beschäftigte. Am 1. April 2004 wurde die MITROPA AG mit den verbleibenden Geschäftsbereichen an die Compass Group Deutschland GmbH mit Sitz in Eschborn verkauft. Ende 2004 wurde das Unternehmen MITROPA AG in die MITROPA GmbH umgewandelt. 2005 beschäftigte das Unternehmen bundesweit 1950 Mitarbeiter im Bereich stationäre Gastronomie und Handel für Reisende an 46 Bahnhöfen sowie 34 Autobahnraststätten bzw. Autohöfen. Im Jahr 2003 erzielte die MITROPA GmbH einen Umsatz von 120 Millionen Euro.
Innerhalb der Compass Group wurde die MITROPA GmbH dem Tochterunternehmen Select Service Partners zugeschlagen. Im Jahre 2006 wurde Select Service Partners aus dem Konzern herausgelöst und firmiert nun als SSP Deutschland.

## Schlafwagen

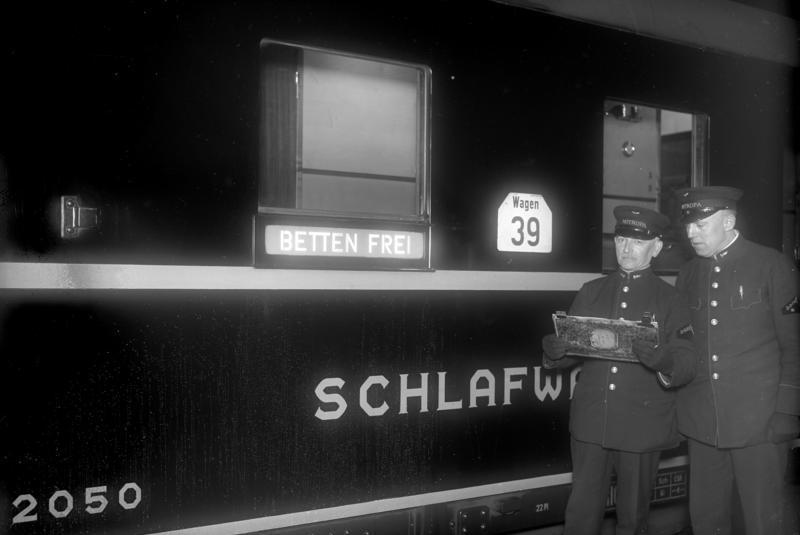
MITROPA-Schlafwagen (1932)
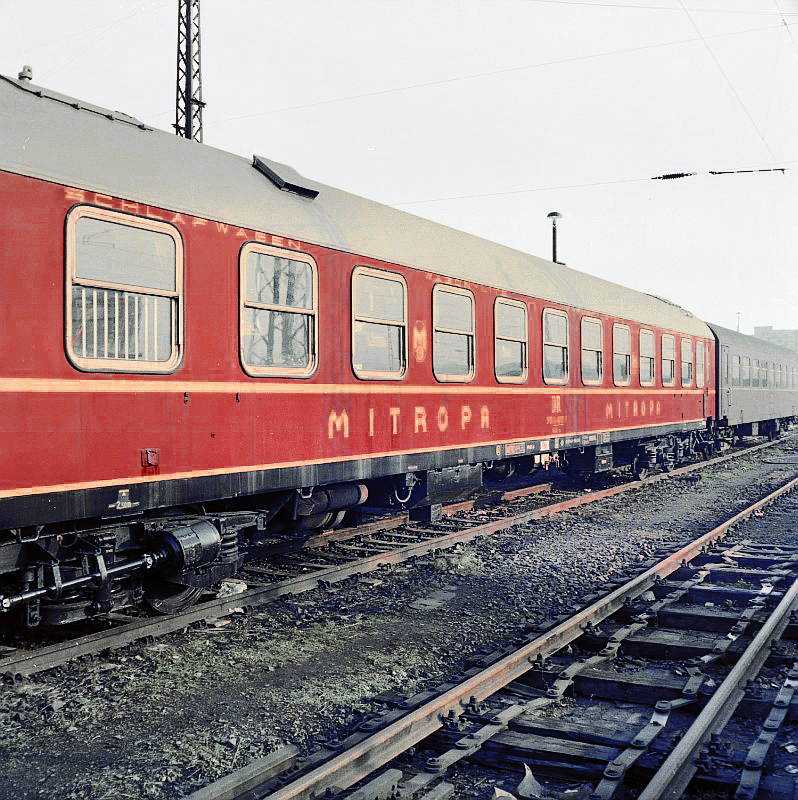
MITROPA-Schlafwagen in der DDR (1972)
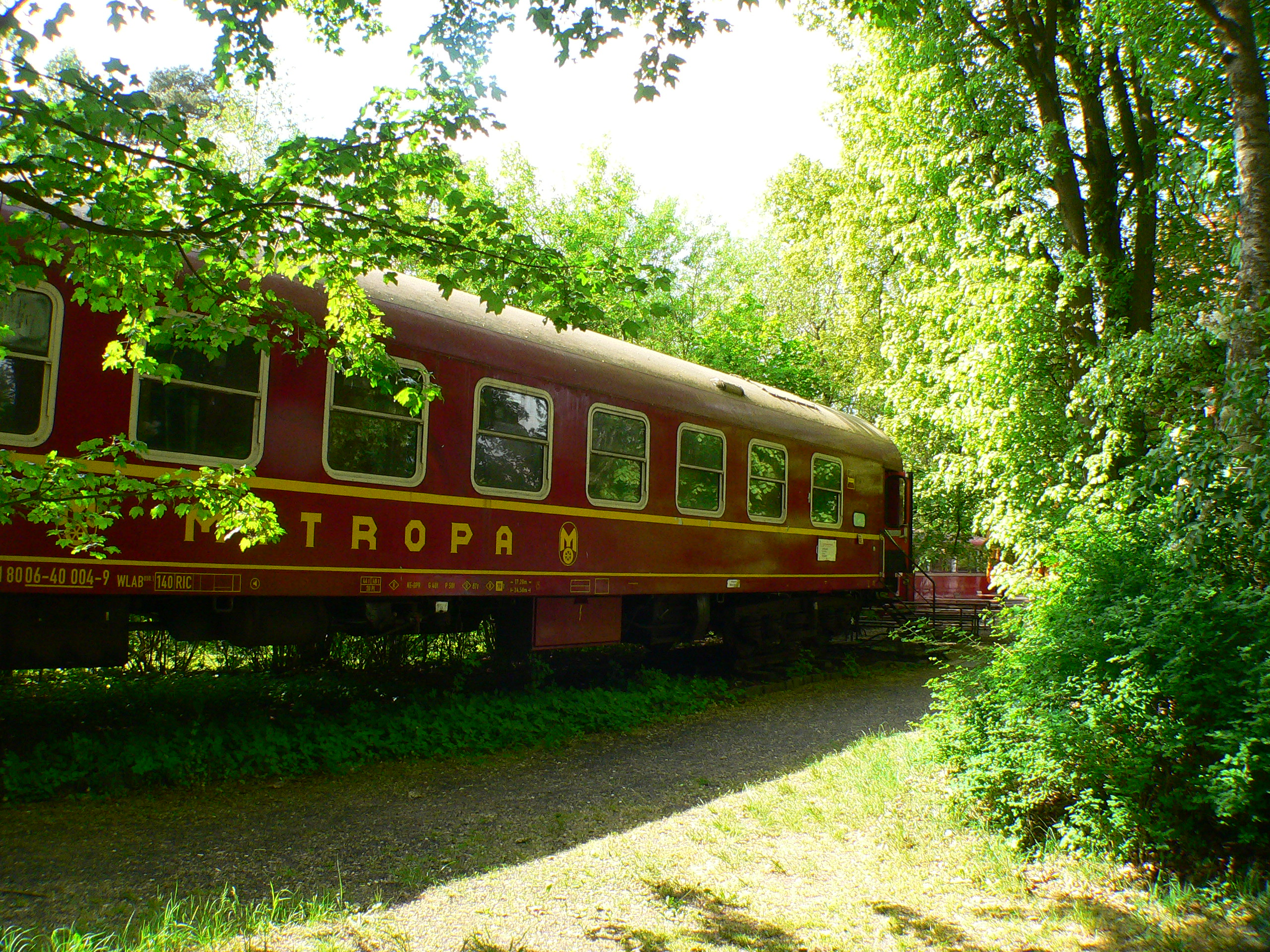
Restaurierter MITROPA-Schlafwagen am Bahnhof Gemünden (Wohra) (2011)
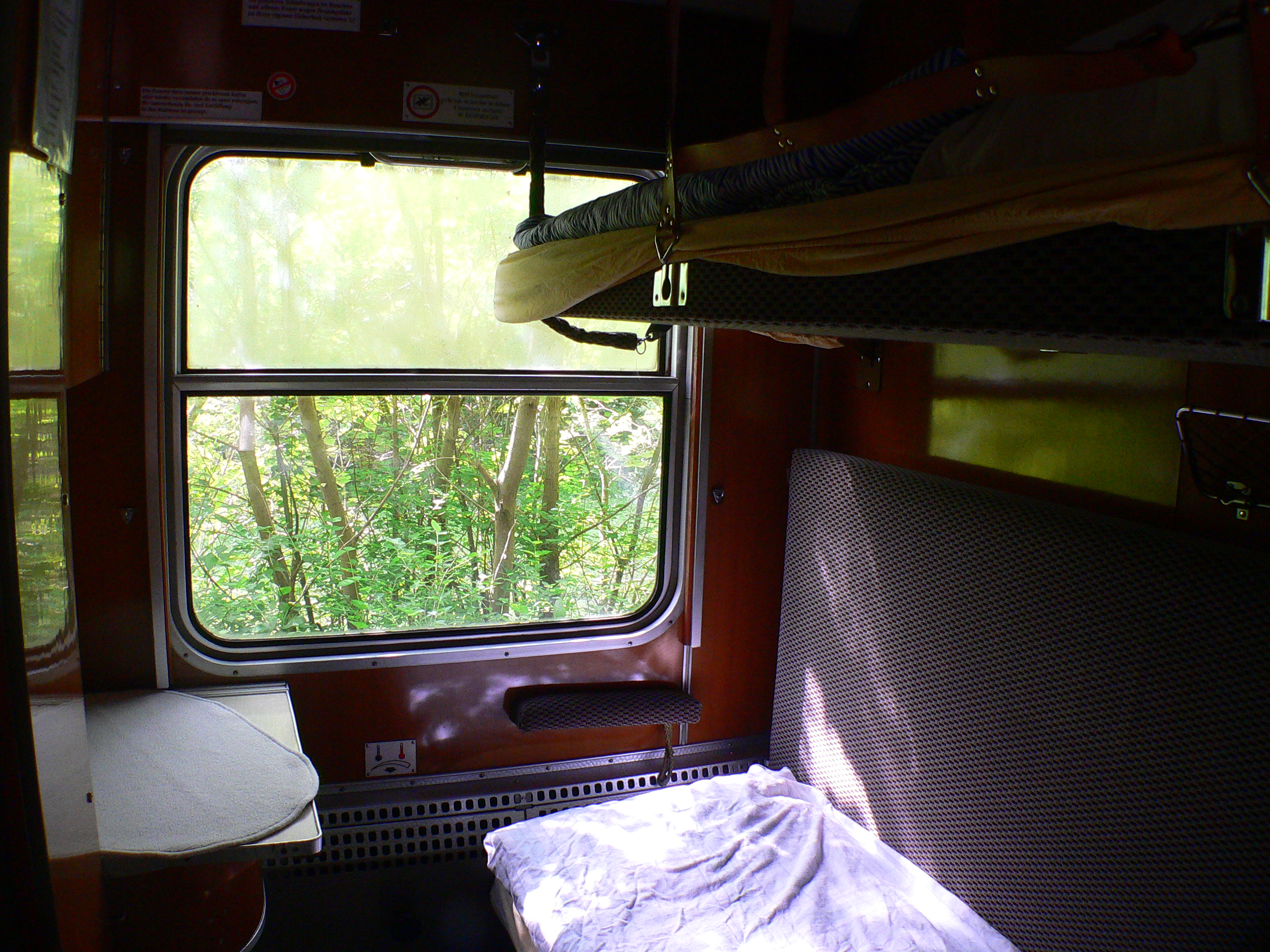
Schlafabteil im restaurierten MITROPA-Schlafwagen am Bahnhof Gemünden (Wohra) (2011)
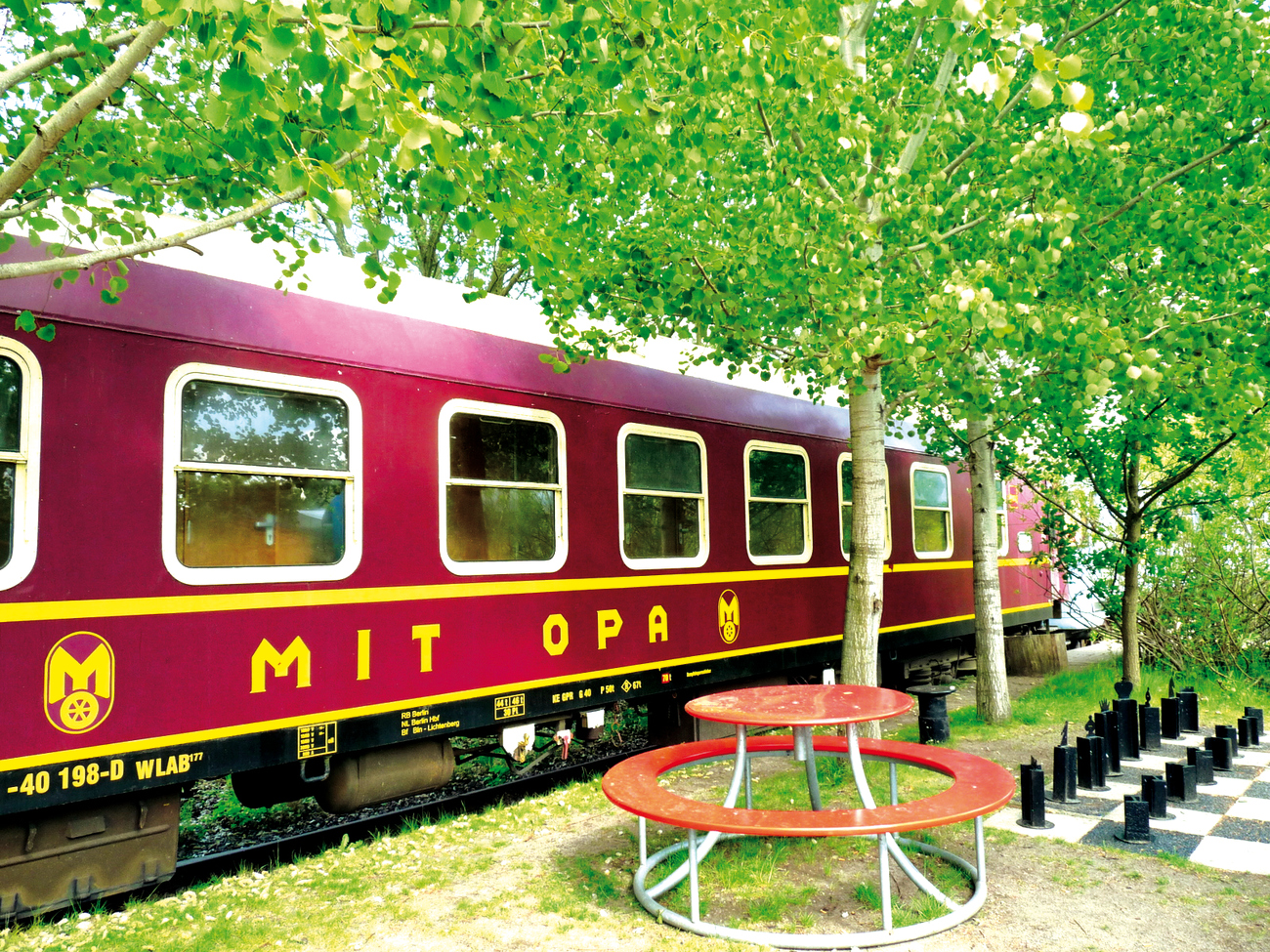
Zum Hotelzug umfunktionierter Schlafwagen bei der Erlebnisbahn Ratzeburg in Schmilau
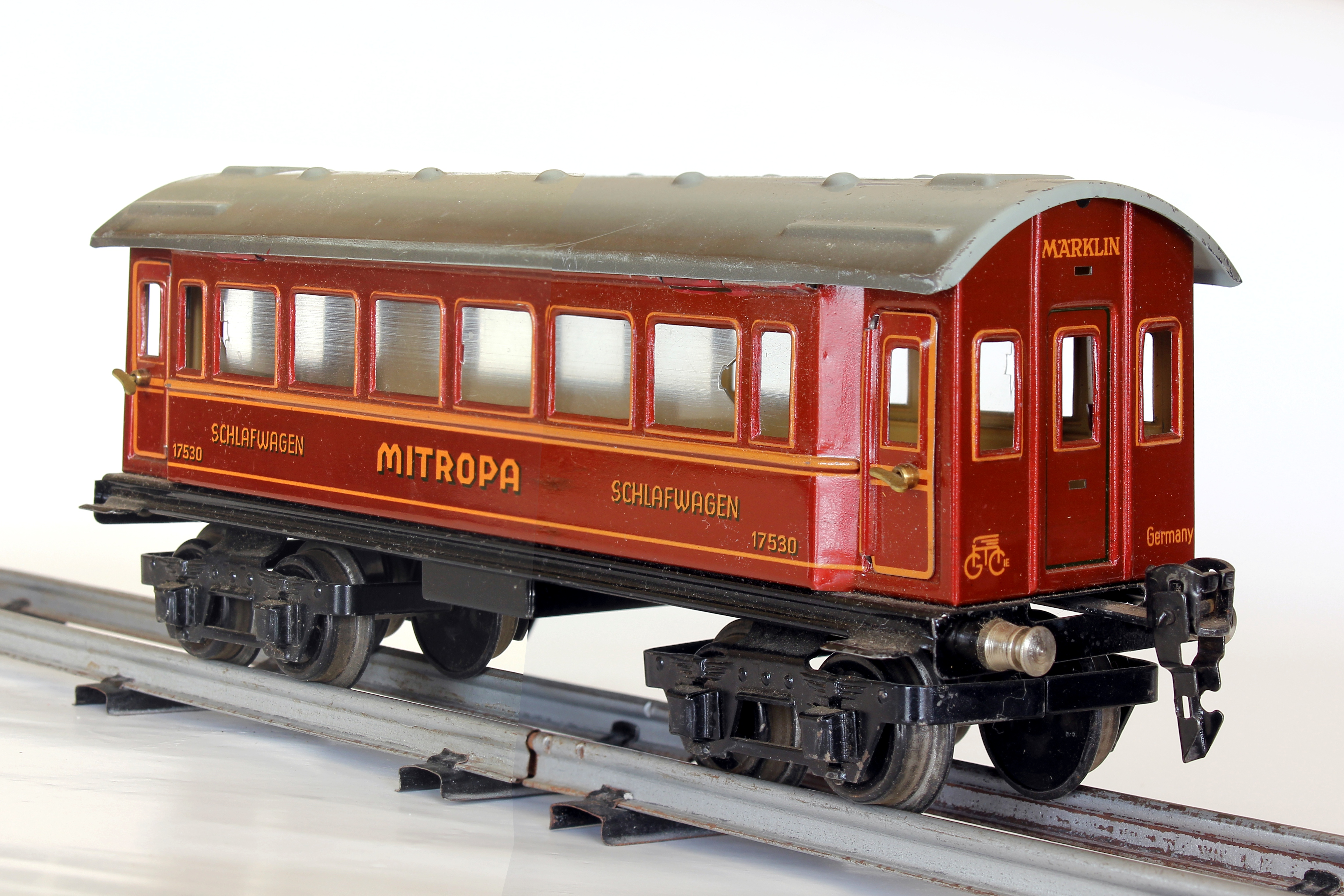
Schlafwagen-Modell des Herstellers Märklin, Spur 0, um 1952

## Speisewagen

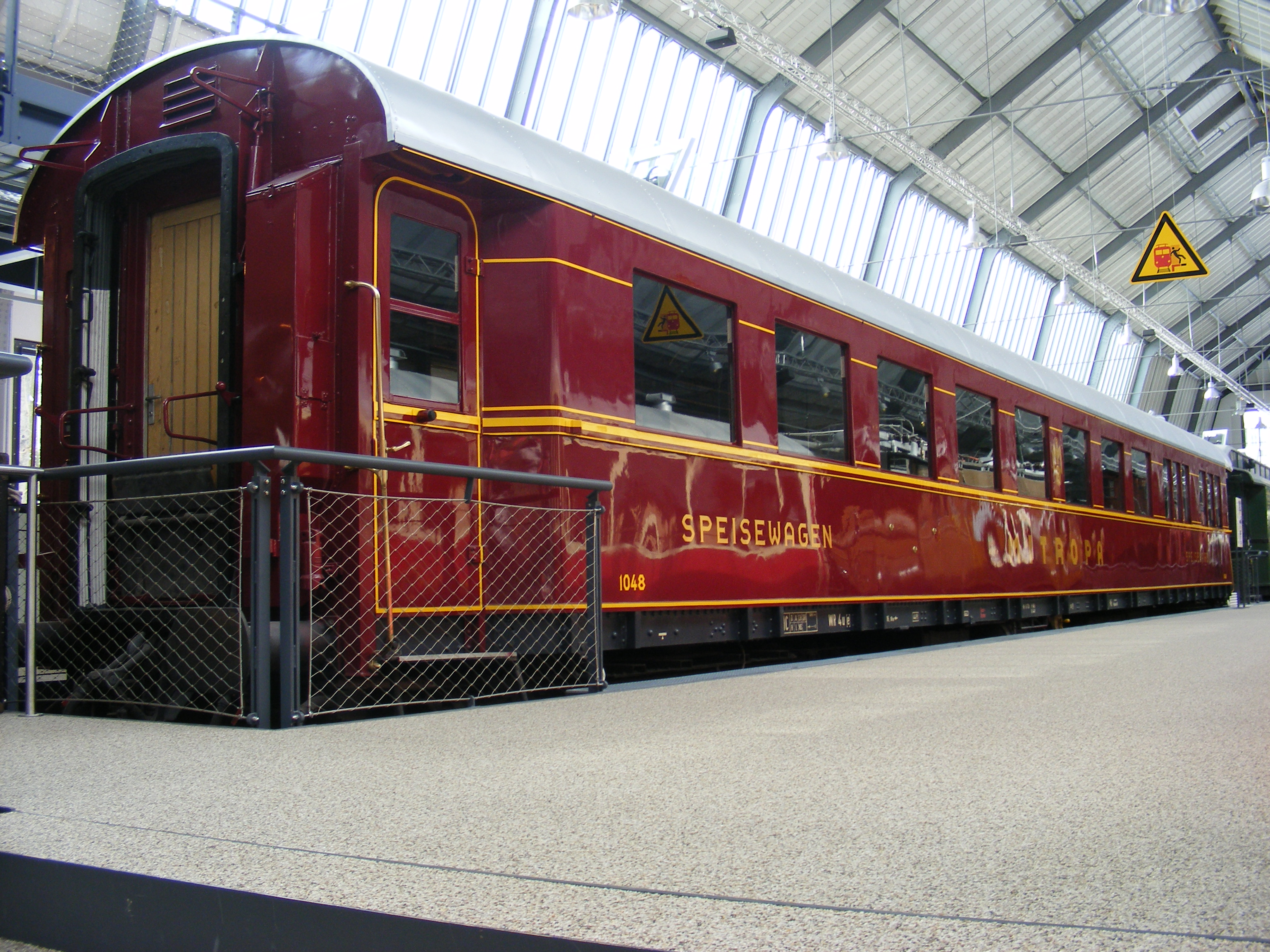
Speisewagen der MITROPA im Deutschen Museum, Vorkriegsbauart
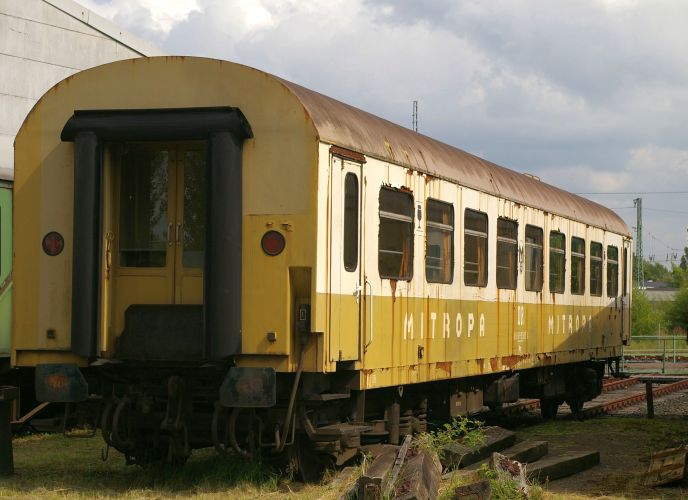
Auf dem Abstellgleis: Ehemaliger Buffetwagen aus den Städteexpress-Zügen (ab 1976)
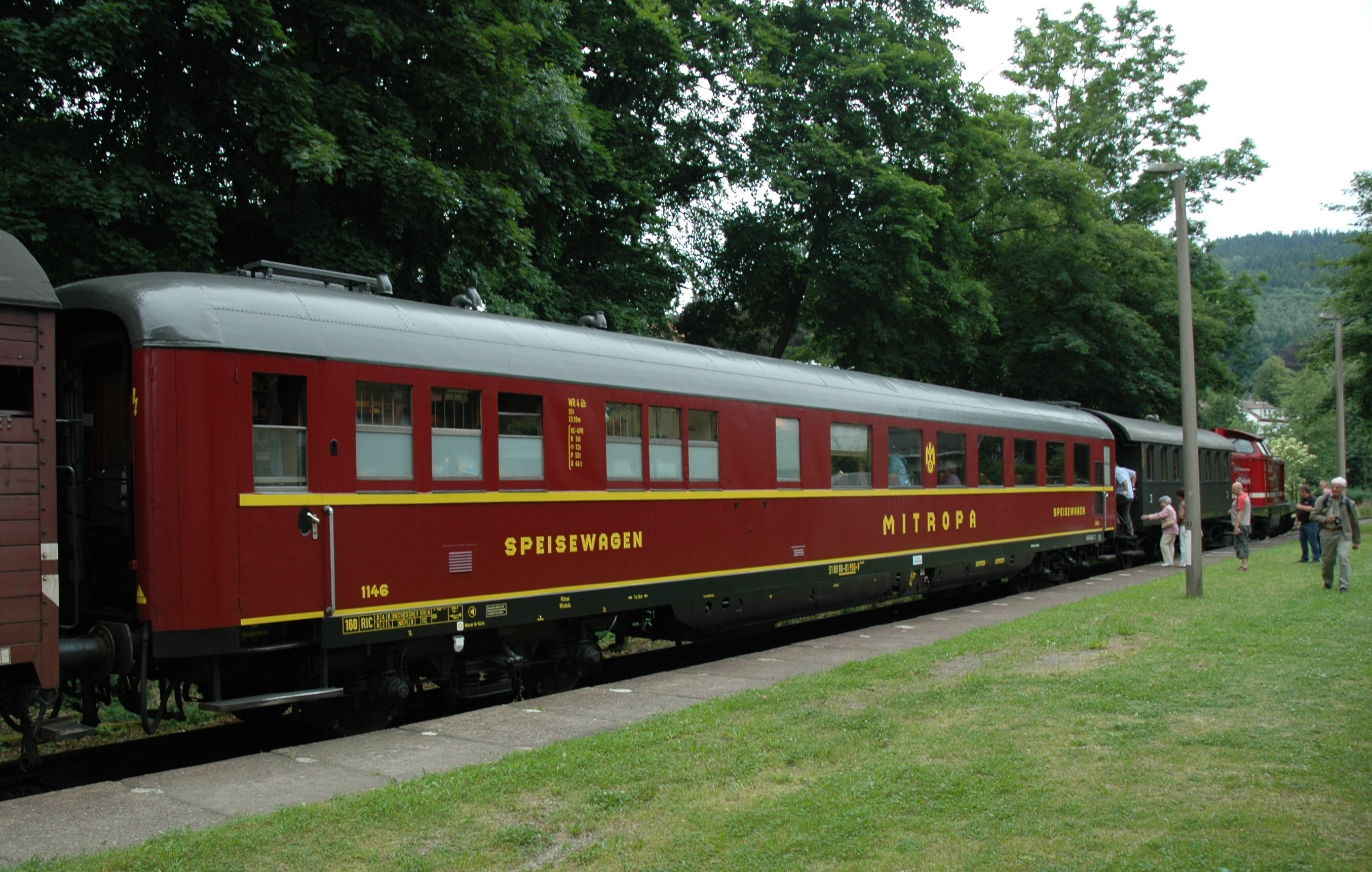
Restaurierter MITROPA-Speisewagen (Baujahr ab 1936) bei einer Sonderfahrt auf der Rennsteigbahn (2008)

## Sammelgegenstände

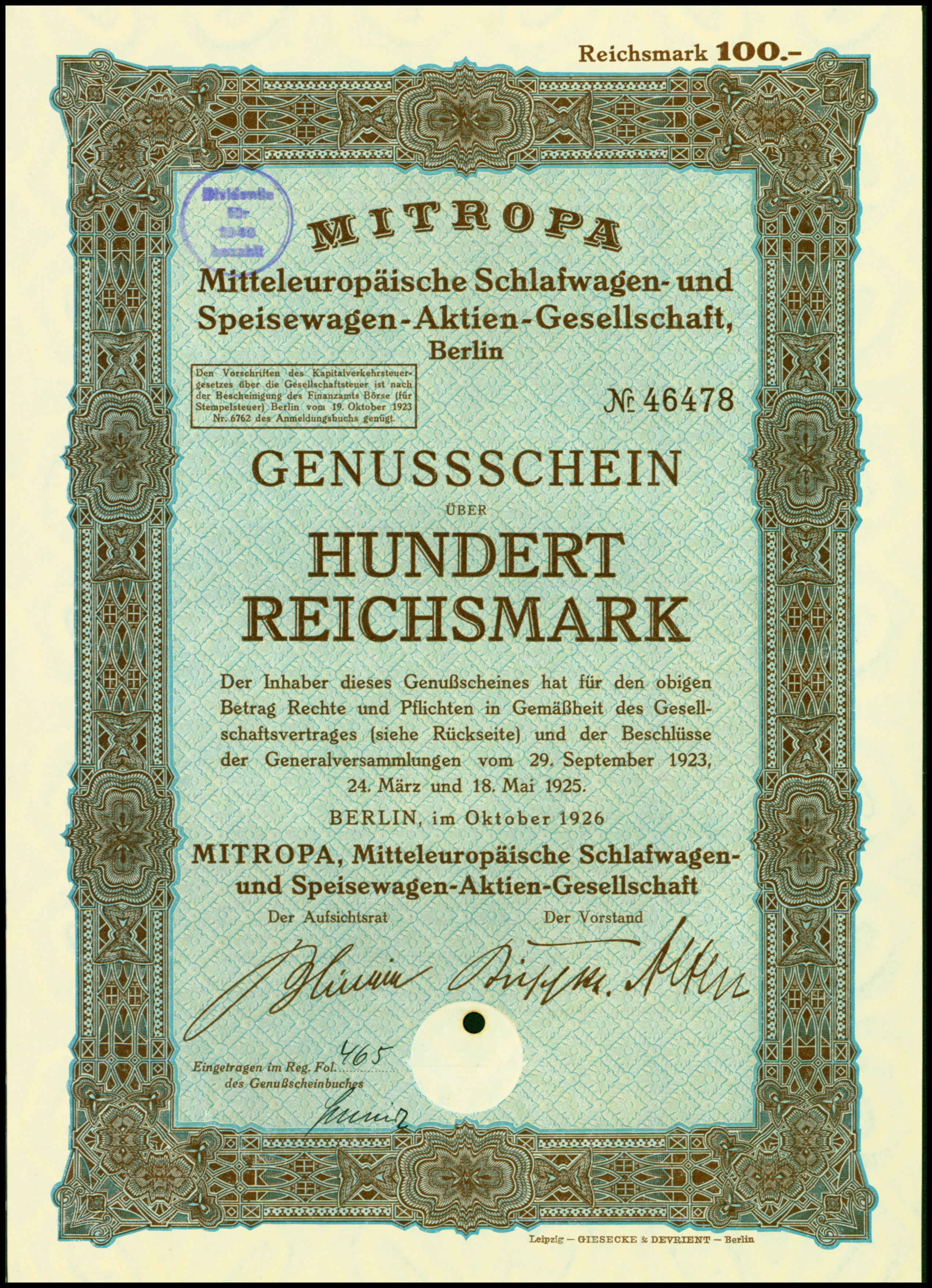
Genussschein über 100 RM der MITROPA AG vom Oktober 1926

Wie viele andere Unternehmen war auch die MITROPA auf eine anteilige Fremdfinanzierung angewiesen. Folglich gab man 1926 Genussscheine aus, die heute in entwerteter Form als Historische Wertpapiere gehandelt werden. In der DDR gab die MITROPA verschiedene Gutscheine in den Bahnhofsgaststätten aus. Außerdem gab es Wertgutscheine, Wertbons, Pfand- und Wertmarken, die vom MITROPA-Rügen-Hotel Saßnitz ausgegeben wurden. Alle tragen das ab 1949 verwendete MITROPA-Signet und meist noch einen entsprechenden Gültigkeitsvermerk. Doch auch andere Gegenstände mit MITROPA-Signet, insbesondere Geschirr, sind heute bei Sammlern sehr begehrt.

## Organisationsstruktur 1925
Die Organisation und der Betrieb der MITROPA wurde durch die zahlreichen Dienststellen in Deutschland und im Ausland gewährleistet – als Beispiel ein Überblick vom Umfang des Unternehmens im Jahr 1925:

### Direktion
- Direktion für sämtliche MITROPA-Betriebe: Berlin NW 7, Universitätsstraße 3–3a

### Nebenstellen der Direktion
- Abteilung Zentral-Einkauf: Zentrallager: Berlin, Fruchtstraße 80/82. Vorküche: Berlin, Fruchtstraße 80/82. Garage: Berlin, Madaistraße 5
- Abteilung Zentralgetränkelager: Berlin, Görlitzer Personenbahnhof, Empfangsgebäude
- Drucksachen-Hauptlager: Berlin NW 7, Universitätsstraße 2–3a
- Uniformen-Hauptlager und Wäscherei: Berlin, Palisadenstraße 77 II
- Betriebskrankenkasse: Berlin NW 7, Prinz-Louis-Ferdinand-Straße 1
- Technisches Lager: Berlin, Lehrter Bahnhof, Ankunftsseite
- Werkstatt Gotha: Kohlenstraße 8

### Sonstige Dienststellen
- Hauptabteilung Berlin-West: Mit den Zweigabteilungen Berlin Anhalter Bahnhof, Berlin Potsdamer Bahnhof, Berlin Schlesischer Bahnhof, Berlin Lehrter Bahnhof und Berlin Görlitzer Bahnhof
- Abteilung Eichkamp bei Berlin: Mit der Zweigabteilung Insterburg und dem Kontrolleurposten Breslau
- Abteilung Berlin Stettiner Bahnhof
- Abteilung Altona: Mit der Zweigabteilung Hamburg und Hannover
- Abteilung Dresden
- Abteilung Frankfurt am Main: Mit der Zweigabteilung Basel Badischer Bahnhof (Schweiz) und dem Kontrolleurposten Wiesbaden
- Abteilung Köln: Mit der Zweigabteilung Dortmund und dem Kontrolleurposten Saarbrücken
- Abteilung Leipzig
- Hauptabteilung München: Mit den Zweigabteilungen München Hauptbahnhof, Würzburg und Stuttgart
- Bezirksdirektion für Österreich in Wien sowie das Reisebüro der MITROPA in Wien
- Vertretung für die Niederlande: Geschäftsstelle Amsterdam, Zweigabteilung Hoek van Holland und Zweigabteilung Vlissingen

## Trivia
In der 7-teiligen Comedyserie Total Normal von Hape Kerkeling war Mitropa der fiktive Sponsor der Sendung.